# Harold Lewis
Harold ("Hal") Warren Lewis (Nova Iorque, 1 de outubro de 1923 — 26 de maio de 2011) foi um físico estadunidense.

## Obras selecionadas
- H. W. Lewis, Technological Risk, W.W.Norton, 1990 368 pages, ISBN 978-0-393-02883-6 . Review at New York Times
- H. W. Lewis,  Why Flip a Coin: The Art and Science of Good Decisions, Wiley, 1997, 224 pages ISBN 978-0-471-16597-2